# Jeff Flake
Jeffry Lane Flake, dit Jeff Flake, né le 31 décembre 1962 à Snowflake (Arizona), est un homme politique et diplomate américain. Membre du Parti républicain, il est élu de l'Arizona à la Chambre des représentants des États-Unis de 2001 à 2013, puis au Sénat des États-Unis de 2013 à 2019. De 2022 à 2024, il est ambassadeur des États-Unis en Turquie à la suite de sa nomination par le président Joe Biden.

## Biographie

### Carrière politique

#### Représentant des États-Unis
En 2001, Jeff Flake succède à Matt Salmon à la Chambre des représentants des États-Unis dans le 1er district congressionnel de l'Arizona. Deux ans plus tard, à la suite du redécoupage électoral décennal, il est élu dans le sixième district du même État. L'analyse de ses votes et de ses prises de positions montre que Jeff Flake est un conservateur. Lors de sa dernière législature à la Chambre des représentants, il vote en effet à 89 % avec la ligne de son parti.

#### Sénateur des États-Unis

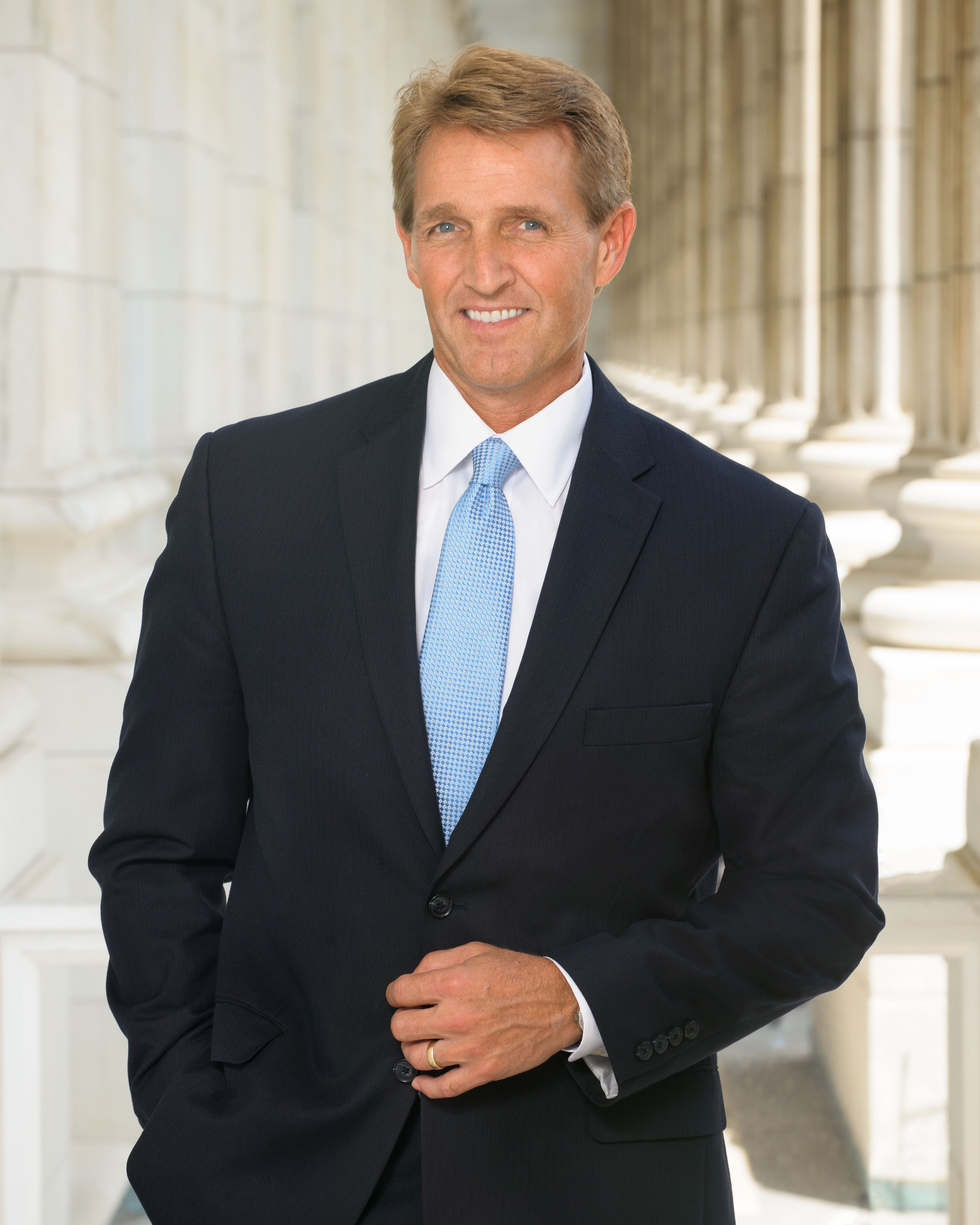
Portrait officiel de Jeff Flake au Sénat des États-Unis (2013).

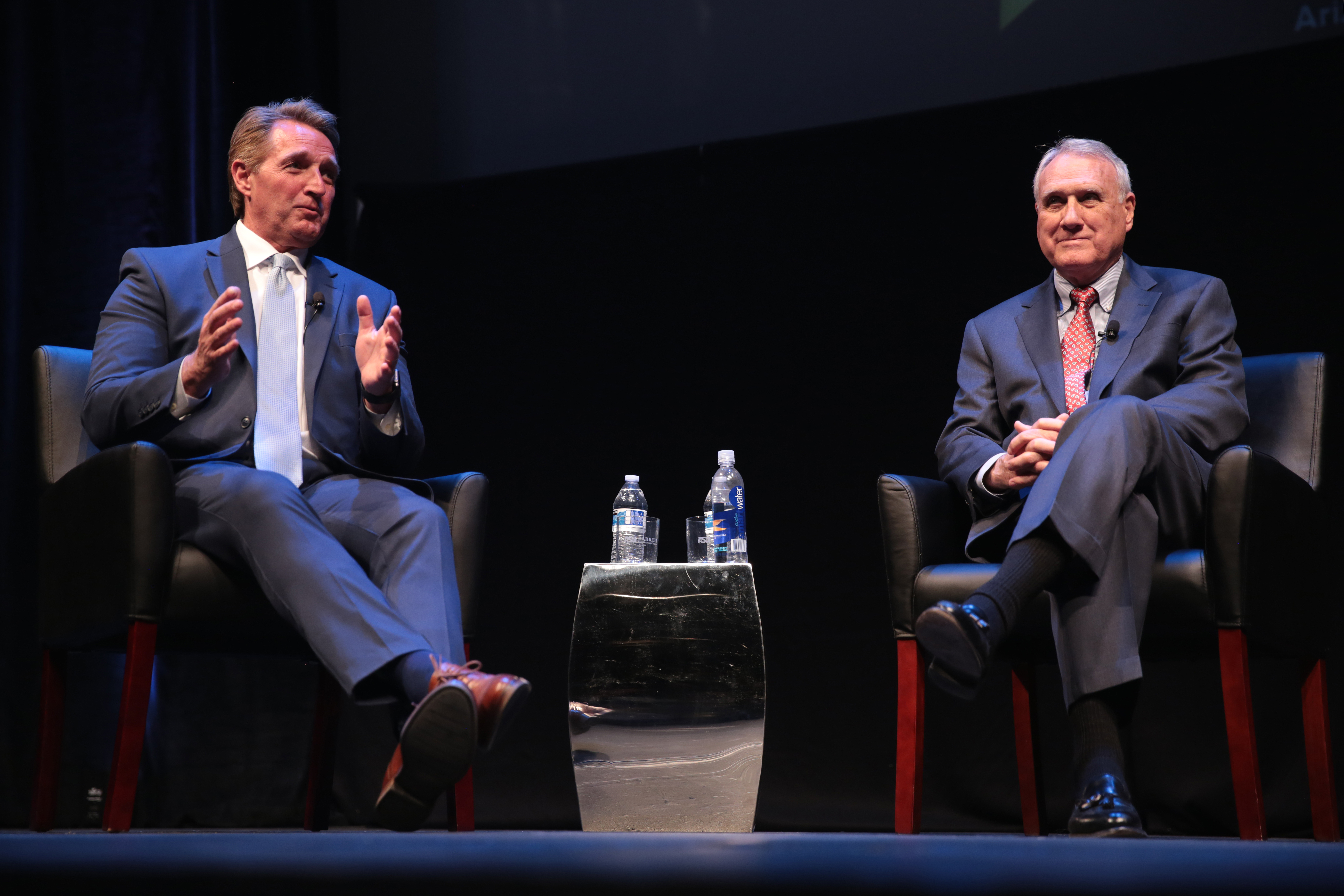
Jeff Flake et Jon Kyl à Tempe, en mars 2018.

Après que le sénateur sortant Jon Kyl décide de ne pas solliciter un nouveau mandat, Jeff Flake annonce sa candidature au Sénat des États-Unis en Arizona. Le 6 novembre 2012, il est élu avec 49,23 % des voix contre 46,20 % à Richard Carmona (en), ancien administrateur de la santé publique des États-Unis. Le 3 janvier 2013, il prête serment comme sénateur devant Joe Biden, alors vice-président des États-Unis et président du Sénat.
Initialement impopulaire auprès de ses électeurs, Jeff Flake voit son mandat rapidement tourner à l'affrontement avec le président Donald Trump dès la prise de fonctions de celui-ci. Le 24 octobre 2017, il annonce par conséquent qu'il ne sollicitera pas un nouveau mandat de sénateur en 2018, affirmant que « nous ne devons jamais accepter l'éclatement meurtrier de notre pays, les atteintes personnelles, les menaces contre les principes et libertés et les institutions », dénonçant « un comportement imprudent, scandaleux et indigne » du président. L'autre sénateur fédéral de l'Arizona, John McCain, dit en soutien et à propos de Flake, après l'annonce de son retrait prochain de la vie politique : « Il est l'un des hommes les plus honorables que j'ai jamais connus ».
À l'approche de l'élection sénatoriale spéciale du 12 décembre 2017 en Alabama, Jeff Flake fait savoir qu'il soutient financièrement la campagne de Doug Jones, candidat victorieux du Parti démocrate, alors que le candidat républicain Roy Moore est affaibli par des accusations de comportement déplacé envers plusieurs femmes.

#### Élection présidentielle de 2020
Jeff Flake annonce publiquement son intention de voter pour Joe Biden lors de l'élection présidentielle de 2020 en indiquant que Donald Trump n'est pas conservateur à ses yeux, car il ne respecte pas les institutions qui garantissent la démocratie et ses principes de base (notamment les principes de base tels que la liberté de la presse, la séparation des pouvoirs, l'indépendance de la justice).
Le 6 janvier 2021, alors que des partisans du président Donald Trump prennent d'assaut le Capitole des États-Unis, Jeff Flake écrit un éditorial dans le New York Times intitulé « Mes amis républicains, Trump est en train de nous détruire » (My Fellow Republicans, Trump Is Destroying Us).

### Carrière diplomatique

#### Ambassadeur en Turquie
Le 13 juillet 2021, le président Biden désigne Jeff Flake pour devenir ambassadeur des États-Unis en Turquie. Le 26 octobre suivant, le Sénat le confirme dans ses fonctions. Jeff Flake arrive à Ankara le 7 janvier 2022, avant de présenter ses lettres de créance au président Recep Tayyip Erdoğan peu après et d'ainsi officiellement entrer en fonction. Il démissionne de son poste le 1er septembre 2024.
Le 29 septembre 2024, il apporte son soutien à Kamala Harris face à Donald Trump pour l'élection présidentielle.

## Publication
Le 1er août 2017, son livre Conscience of a Conservative: A Rejection of Destructive Politics and a Return to Principle paraît.

## Télévision
En 2014, Jeff Flake participe à une émission de téléréalité sur Discovery Channel. Il accepte d'être envoyé sur une île déserte pour six jours avec son collègue démocrate Martin Heinrich (Nouveau-Mexique), afin de se démontrer ingénieux entre amis au-delà des orientations politiques.